# Asterinides folium
Asterinides folium är en sjöstjärneart som först beskrevs av Lutken 1860.  Asterinides folium ingår i släktet Asterinides och familjen Asterinidae. Inga underarter finns listade i Catalogue of Life.